# Aegon Championships 2013
Aegon Championships 2013 — тенісний турнір, що проходив на трав'яних кортах  у Лондоні, Велика Британія з 10 червня. Належав до категорії ATP World Tour 250, був турніром серії Queen's Club Championships 2013 року.

## Фінальна частина

### Одиночний розряд
Енді Маррей —  Марин Чилич 5–7, 7–5, 6–3

### Парний розряд
Боб Браян /  Майк Браян —  Александер Пея /  Бруно Соарес 4–6, 7–5, [10–3]